# Salins-les-Thermes
Salins-les-Thermes là một xã thuộc tỉnh Savoie trong vùng Auvergne-Rhône-Alpes ở đông nam nước Pháp.